# Patrice Alexsandre
Ne doit pas être confondu avec Patrice Alexandre.
Patrice Alexsandre (Patrice Xavier Dupont, dit), est un comédien et metteur en scène français né le 4 janvier 1948 à Vincennes et mort le 1er octobre 1998 dans le 13e arrondissement de Paris.

## Biographie
Après des études secondaires au lycée Janson-de-Sailly, Patrice Alexsandre entre en 1968, au Conservatoire national supérieur d'art dramatique de Paris dans la classe d'Antoine Vitez, qu'il quitte en 1972, emportant le 2e prix de comédie classique, le 2e prix de comédie moderne et le 2e prix de théâtre étranger.
En 1968, Alexsandre débute sur les planches au Théâtre des Ambassadeurs dans les deux courtes pièces de Françoise Sagan, L'Écharde et Le Cheval évanoui. Il joue ensuite dans plusieurs spectacles, l'éventail de ses rôles allant de Néron (Britannicus, 1975) à Gérard de Nerval (On loge la nuit… café à l'eau, 1981) et de Dorian Gray (Le Portrait de Dorian Gray, 1976) à Joseph II (Amadeus, 1991)... 
En 1971, il aborde le cinéma, puis la télévision où il débute en 1974, avec le rôle de Saint-Just, dans la dramatique Saint-Just et la force des choses de Pierre Cardinal. Alexsandre a tourné sous la direction de Roman Polanski (Le Locataire), Jeanne Moreau (Lumière), Nina Companeez (Les Dames de la côte où il jouait aux côtés de Fanny Ardant, sa grande amie), Édouard Molinaro (les Claudine, La Veuve rouge…), Robert Enrico (Vent d’est)... Le film Le Portrait de Dorian Gray que Pierre Boutron avait réalisé d'après sa pièce à succès (avec P. Alexsandre dans le rôle-titre), a été présenté hors compétition au Festival de Cannes en 1977. Le grand public a pu voir le comédien dans des feuilletons populaires à la fin des années 1970 et 1980: Le Tourbillon des jours, Le Gerfaut, La Comtesse de Charny, Catherine…
En 1989, Alexsandre a mis en scène la pièce À la nuit, la nuit de François Billetdoux; il a renouvelé cette expérience en 1995, avec la pièce L'Homme du hasard de Yasmina Reza, jouée au Théâtre Hébertot. Il travaillait sur d’autres projets de mises en scène à la veille de son décès.
Patrice Alexsandre est mort le 1er octobre 1998, à l’hôpital, des suites d’un accident de la circulation (renversé par un motard). Il est inhumé au cimetière de Saint-Raphaël.

## Filmographie

### Cinéma
- 1971 : L'Homme de désir de Dominique Delouche : le chef de la bande
- 1974 : Ursule et Grelu de Serge Korber : le chauffeur
- 1975 : Lumière de Jeanne Moreau : Pétard
- 1976 : Le Locataire de Roman Polanski : Robert
- 1977 : Le Portrait de Dorian Gray de Pierre Boutron : Dorian Gray
- 1993 : Vent d’est de Robert Enrico : le prince du Liechtenstein
- 1993 : La Cavale des fous de Marco Pico : Schramm

### Télévision
- 1975 : Saint-Just et la force des choses de Pierre Cardinal : Saint-Just
- 1978 : Claudine d'Édouard Molinaro : Marcel
- 1979 : Bernard Quesnay de Jean-François Delassus : Vanecken
- 1979 : Le Tourbillon des jours (feuilleton) de Jacques Doniol-Valcroze : René Costes
- 1979 : Les Dames de la côte (feuilleton) de Nina Companeez : Robert
- 1979 : La Muse et la Madone de Nina Companeez : Jérémie
- 1980 : La Vie des autres (segment Le Scandale en 10 épisodes) série télévisée de Jean-Pierre Desagnat : Stephen
- 1981 : L'Âge d'aimer de Jean-François Delassus : Patrice
- 1981 : Les Amours des années folles (feuilleton) - épisode Les fééries bourgeoises d'Agnès Delarive : Renaud de Serizier
- 1982 : Les Nouvelles Brigades du Tigre de Victor Vicas, épisode Le Complot de Victor Vicas : Marc Sandrel
- 1983 : La Veuve rouge d'Édouard Molinaro : Muller
- 1984 : Les Amours des années cinquante (feuilleton) - épisode La mariée est trop belle de Gérard Espinasse : Raspanti
- 1986 : Catherine (feuilleton) de Marion Sarraut
- 1987 : Le Gerfaut (feuilleton) de Marion Sarraut : le comte Axel de Fersen
- 1989 : La Comtesse de Charny de Marion Sarraut : Philippe de Maison-Rouge
- 1989 : Les Nuits révolutionnaires (feuilleton) de Charles Brabant : l'élégant
- 1995 : Ce que savait Maisie d'Édouard Molinaro
- 1996 : La Poussière dans l’œil du prince
- 1997 : Deux pièces sur cour
- 1997 : Une femme d'honneur (feuilleton) - épisode La Grotte de Marion Sarraut : Hubert Lordant

## Théâtre

### Comédien
- 1968 : L'Écharde et Le Cheval évanoui de Françoise Sagan, mise en scène Jacques Charon, Théâtre des Ambassadeurs
- 1972 : Fantasio d'Alfred de Musset, Théâtre du Conservatoire
- 1972 : Honni soit qui mal y pense de Peter Barnes (en), mise en scène Stuart Burge, Théâtre de Paris
- 1973 : Le Lion en hiver de James Goldman, mise en scène Pierre Franck, Théâtre de l'Œuvre, Théâtre des Célestins
- 1974 : Les Chants de Maldoror de Lautréamont, mise en scène Pierre Boutron, Galerie de la Cité Universitaire
- 1975 : Britannicus de Racine, mise en scène Daniel Mesguich, Théâtre de la Nouvelle Comédie
- 1975 : On loge la nuit-café à l'eau de Jean-Michel Ribes, mise en scène de l'auteur, Festival du Marais Hôtel de Donon, Espace Pierre Cardin
- 1976 : Le Portrait de Dorian Gray d'Oscar Wilde, mise en scène Pierre Boutron, Théâtre Daunou
- 1977 : Par-delà les marronniers de Jean-Michel Ribes, mise en scène Pierre Boutron, Théâtre Moderne
- 1981 : On loge la nuit... Café à l’eau de Jean-Michel Ribes, mise en scène Jean-Michel Ribes Théâtre de la Roquette
- 1982 : Un cri (Out cry) de Tennessee Williams, mise en scène Andréas Voutsinás, Théâtre du Petit-Montparnasse
- 1984 : Le Sablier de Nina Companeez, mise en scène Nina Companeez, Théâtre Antoine
- 1985 : Fragments de Murray Schisgal, mise en scène Danièle Chutaux, Théâtre du Tourtour
- 1989 : A la nuit, la nuit de François Billetdoux, Théâtre Renaud-Barrault
- 1991 : Amadeus de Peter Schaeffer, mise en scène Jean-Luc Tardieu, Théâtre Montparnasse
- 1992 : Clotilde et moi d'après Octave Mirbeau, mise en scène Marion Bierry, Théâtre de Poche Montparnasse
- 1993 : La Fortune du pot de Jean-François Josselin, mise en scène Étienne Bierry, Théâtre de Poche Montparnasse

### Metteur en scène
- 1972 : Fantasio d'Alfred de Musset, Théâtre du Conservatoire
- 1989 : À la nuit, la nuit de François Billetdoux, Théâtre Renaud-Barrault
- 1995 : L'Homme du hasard de Yasmina Reza,   Théâtre Hébertot